# Wodorotlenek miedzi(II)
Wodorotlenek miedzi(II), Cu(OH)
2 – nieorganiczny związek chemiczny z grupy wodorotlenków, związek miedzi na II stopniu utlenienia.
Wodorotlenek miedzi(II) wytrąca się w postaci osadu np. w wyniku reakcji wodorotlenku sodu z siarczanem miedzi:
2NaOH + CuSO
4 → Cu(OH)
2↓ + Na
2SO
4

## Historia
Wodorotlenek miedzi był znany jako substancja odkąd ludzie zaczęli wytapiać miedź i brąz ok. 5000 lat przed naszą erą, a jako pierwsi produkowali go prawdopodobnie alchemicy. Było to dość proste poprzez mieszanie ługu z witriolem miedzi (sinym kamieniem) według tradycyjnej terminologii. Obie substancje były znane od starożytności.
Na skalę przemysłową był wytwarzany w XVII i XVIII wieku do uzyskiwania błękitnych pigmentów. Pigmenty te były głównie używane w malarstwie i wyrobach ceramicznych.

## Występowanie w naturze

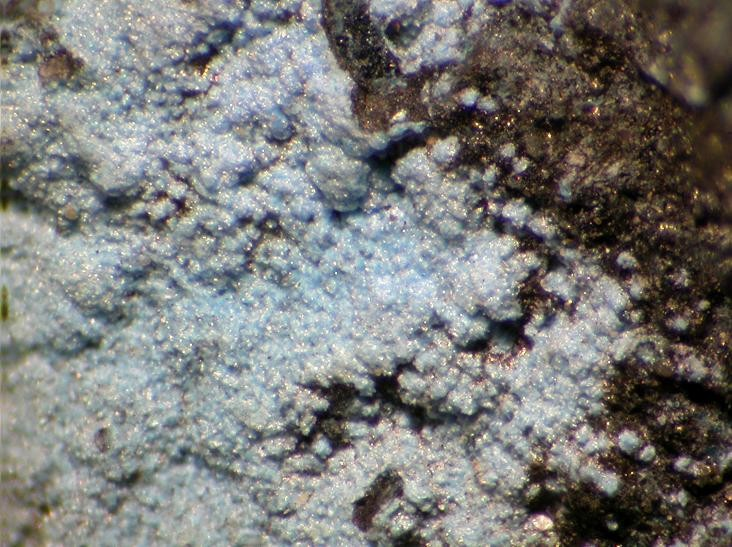
Spertynit z okolic Żezkazganu

Wodorotlenek miedzi(II) występuje naturalnie jako składnik kilku minerałów miedzi, w szczególności w azurycie, malachicie, antlerycie czy brochantycie. Azuryt (2CuCO
3·Cu(OH)
2) i malachit (CuCO
3·Cu(OH)
2) są węglanami, podczas gdy antleryt (CuSO
4·2Cu(OH)
2) i brochantyt (CuSO
4·3Cu(OH)
2) to siarczany. Wodorotlenek miedzi bardzo rzadko występuje jako niezwiązany minerał, gdyż powoli reaguje on z dwutlenkiem węgla z powietrza i przechodzi w zasadowy węglan miedzi. Rzadki minerał o wzorze Cu(OH)
2 to spertynit.
Metaliczna miedź wystawiona na działanie wilgotnego powietrza powoli pokrywa się matowozieloną warstewką. Ta zielonkawa substancja to 1:1 molowa mieszanina Cu(OH)
2 oraz CuCO
3. Można to zjawisko opisać równaniem:
2Cu
(s) + H
2O
(g) + CO
2
(g) + O
2
(g) → Cu(OH)
2
(s) + CuCO
3
(s)
Jest to dobrze znana patyna, która tworzy się na przedmiotach z brązu lub innych stopów miedzi (np. wieże lub dachy pokrywanych blachą miedzianą, pomniki).

## Otrzymywanie
Wodorotlenek miedzi może być otrzymywany przez dodanie niedużej ilości wodorotlenku sodu do rozcieńczonego roztworu siarczanu miedzi (CuSO
4·5H
2O). Uzyskany jednak w ten sposób osad często zawiera cząsteczki wody i sporą ilość wodorotlenku sodu. Czystszy produkt można osiągnąć, gdy przed reakcją do roztworu doda się chlorek amonu. Uzyskanie całkowicie czystego produktu jest jednak praktycznie niemożliwe. Procesy prowadzące do wyeliminowania zanieczyszczeń powodują rozkład wodorotlenku i powstawanie bardziej stabilnego tlenku miedzi(II) (CuO). Innym sposobem otrzymywania wodorotlenku miedzi jest elektroliza wody z niedużą ilością rozpuszczonego siarczanu miedzi z użyciem miedzianej anody.

## Reakcje
Wilgotne próbki wodorotlenku miedzi powoli czernieją na skutek tworzenia się tlenku miedzi(II). Jednak suchy wodorotlenek miedzi nie ulega rozkładowi poniżej temperatury 185 °C. Wodorotlenek miedzi reaguje z wodą amoniakalną i tworzy roztwór o głębokim błękitnym kolorze pochodzącym od jonu kompleksowego [Cu(NH
3)
4]2+
. Wodorotlenek miedzi w roztworze amoniaku, znany jako odczynnik Schweizera, ma interesującą właściwość – zdolność rozpuszczania celulozy. Ta cecha spowodowała, że jest on wykorzystywany przy produkcji włókien celulozowych (włókna wiskozowe). Wodorotlenek miedzi jest lekko amfoteryczny i rozpuszcza się nieznacznie w bardzo stężonych alkaliach, tworząc kompleksowe aniony [Cu(OH)
4]2−
.

## Zastosowania
Wodorotlenek miedzi(II) w chemii organicznej:
- wykrywanie związków wielowodorotlenowych – tworzy związki kompleksowe o szafirowym zabarwieniu,
- wykrywanie wiązania peptydowego (reakcja biuretowa) – tworzy związki kompleksowe o fioletowym zabarwieniu,
- wykrywanie aldehydów (próba Trommera) – wytrąca się ceglasty osad tlenku miedzi(I).

Czasami jest używany do produkcji pigmentów.